# Rie Saitō
Rie Saitō (jap. 斉藤 里恵, Saitō Rie; * 3. Februar 1984 in Aomori, Präfektur Aomori) ist eine ehemalige japanische Hostess und heute Schriftstellerin und Politikerin.

## Leben
Saitō ist seit ihrem ersten Lebensjahr gehörlos. Sie erfuhr in ihrer frühen Kindheit und im Jugendalter aufgrund ihrer Gehörlosigkeit Diskriminierung durch die Gesellschaft, weswegen sie in ihrer Schulzeit als Unruhestifterin galt, früh mit dem Rauchen begann und sogar Ladendiebstahl beging.
Durch ihre Eltern, die Saitō trotz ihrer Beeinträchtigung wie ein normales Kind auf eine reguläre Schule schickten, lernte sie das Lippenlesen. Nach ihrer Schulzeit, die sie ein Jahr vor ihrem Abschluss abbrach, arbeitete sie ab 2007 zunächst als Hostess in Ginza. Im Jahr 2009 veröffentlichte Saitō ihre Autobiographie Hitsudan Hostess, die sich innerhalb eines Jahres rund 200.000 mal verkaufte und inzwischen in eine gleichnamige Fernsehserie umgesetzt wurde.
Seit mehreren Jahren ist sie politisch aktiv und wurde bei den Kommunalwahlen am 26. April 2015 als Kandidatin der ebenfalls im Jahr 2015 gegründeten Minna-no-Tō-Nachfolgepartei Nippon o genki ni suru kai (engl. „Assembly to Energize Japan“) in das Parlament des Tokioter Bezirks Kita (engl. „City“) gewählt. Dabei ist sie die erste gehörlose Politikerin, die in ein japanisches Parlament gewählt wurde.
Sie ist eine alleinerziehende Mutter.
Bei den Wahlen im April 2019 kandidierte Saitō nicht für eine Wiederwahl, um bei der Senatswahl im Sommer für die Konstitutionell-Demokratische Partei (KDP) bei der Verhältniswahl anzutreten. Sie erhielt landesweit 23.002 Stimmen und erreichte damit nur Platz 14 auf der Liste (bei acht Sitzen für die KDP). 2020 kandidierte sie erfolglos bei einer Nachwahl im Kita-ku zum Präfekturparlament von Tokio. Bei der regulären Präfekturparlamentswahl 2021 gelang ihr als einzige KDP-Kandidatin im Bezirk Ōta (Siebenmandatswahlkreis) mit rund 10 % der Stimmen auf Platz 3 der Sprung ins Präfekturparlament.

## Publikationen
- Rie Saitō: Hitsudan Hostess. Kōbunsha, Tokio 2009, ISBN 978-4-334-97565-4, S. 237 (japanisch).
- Rie Saitō: Hitsudan Hosutesu Rokujūnana No Aikotoba: Aomoriichi No Furyōmusume Ga Ginza No Yoru Ni Hagukunda Mahō No Wajutsu. Kōbunsha, Tokio 2009, ISBN 978-4-334-97588-3, S. 155 (japanisch).